# Salmson
Salmson fue una compañía francesa de ingeniería mecánica, que estuvo activa en el campo de la fabricación de aviones y de automóviles desde 1912 hasta 1957. A partir de la década de 1960, solo produjo bombas hidráulicas.

## Historia
En 1890, Émile Salmson (1858-1917) fundó la compañía en París con el nombre de Émile Salmson Ing. como un taller dedicado a la fabricación de compresores y centrifugadoras para aplicaciones ferroviarias y militares.
Después del ingreso de los ingenieros Canton y Unné en la compañía, se cambió su nombre a "Émile Salmson & Cie". A partir de 1896 la empresa se centró principalmente en los motores de gasolina y en la maquinaria para ascensores.
La compañía fue una de las primeras en especializarse en la producción de motores aeronáuticos antes de la Primera Guerra Mundial, y continuó fabricándolos hasta la Segunda Guerra Mundial. Después de la Primera Guerra Mundial, Salmson buscó otras ramas de negocio y comenzó a producir carrocerías, hasta que acabó construyendo coches completos.
En 1957 terminó su etapa como fabricante de automóviles, y la producción de bombas hidráulicas volvió a ser el centro de su actividad. Las instalaciones de producción se trasladaron a Mayenne en 1961.
En 1962, la empresa fue adquirida por ITT-Lockheed Martin. En 1976 quedó bajo el control de Thomson. Chatou se convirtió en la sede de la empresa. En 1984, el fabricante de bombas hidráulicas Pompes Salmson fue adquirido por su competidor alemán, WILO SE.

## Producción de aviones

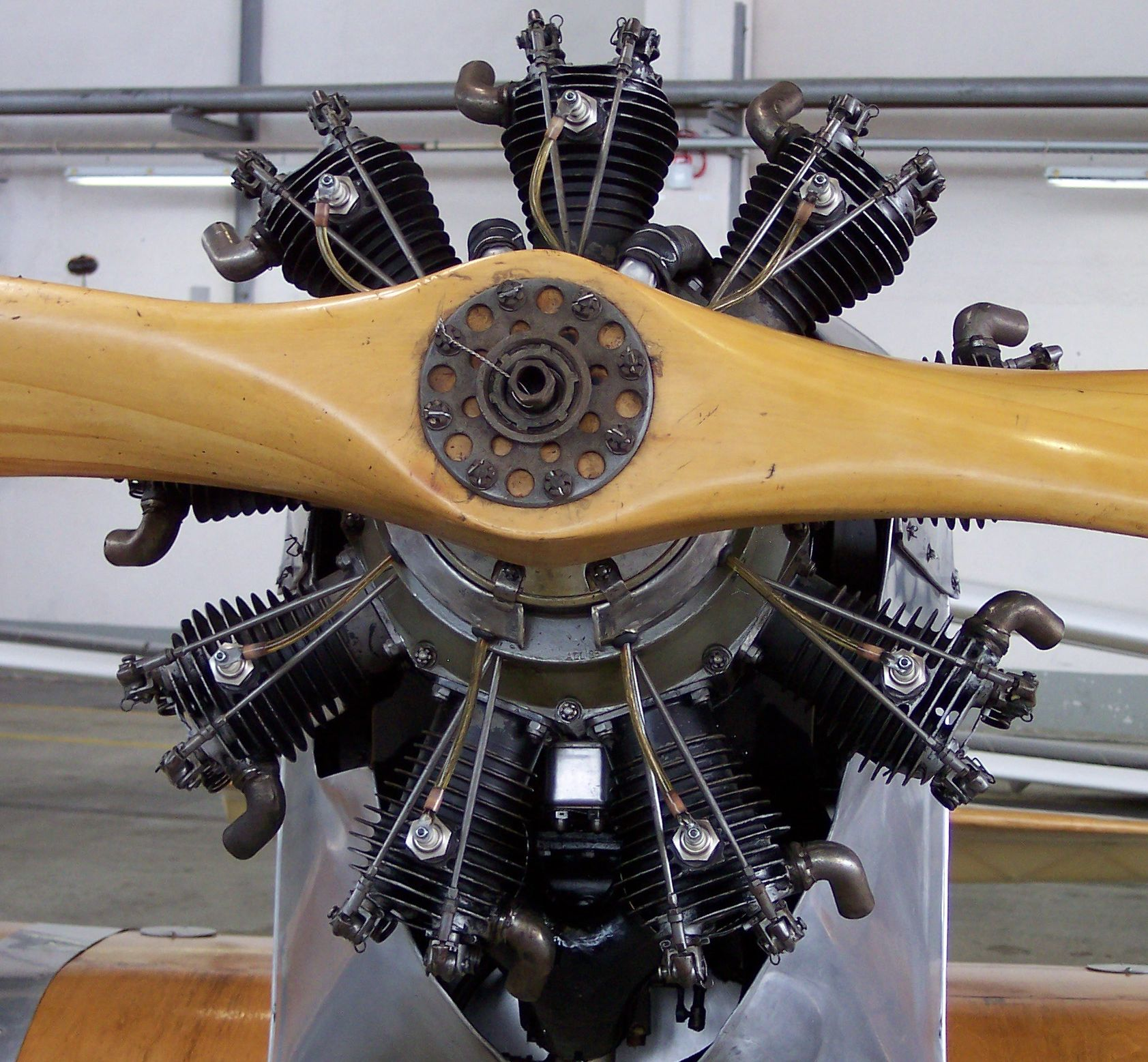
Motor en estrella Salmson AD-9

La compañía se mudó a Boulogne-Billancourt cerca de París. Allí Salmson pasó de ser un especialista en motores a fabricar por primera vez un avión completo durante la Primera Guerra Mundial, dedicándose principalmente a producir cazas. Aviones con motores Salmson también se habían utilizado para el correo aéreo en la India desde 1911. La producción de aeroplanos se trasladó a Villeurbanne, en Lyon. Salmson construyó numerosos modelos de motores radiales aeronáuticos. En 1931, la aviadora francesa Maryse Bastié estableció dos récords mundiales durante un vuelo entre Le Bourget y Moscú con un avión de Salmson.
Motores de aeronaves:
- Salmson 2 (1911-1920)
- Salmson 2M.7
- Salmson b9
- Salmson 9 (1944-1951)
- Salmson 9AD
- Salmson 9ZM
- Salmson 9Z

Modelos de aviones:

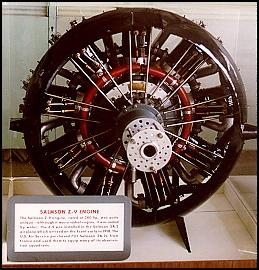
Motor en estrella Salmson 9Z

- Salmson SM-I (1916) como reconocimiento.
- Salmson Sal II (1917) como avión de reconocimiento (A.2) y bombarderos (B.2)
- Salmson Sal III (1918) como caza C.1
- Salmson Sal IV (1918) como avión de combatw biplaza Ab.2
- Salmson Sal V (1918) como avión de reconocimiento A.2
- Salmson Sal VII (1918) como avión de reconocimiento A.2.
- Salmson Phrygane (1934)
- Salmson Cricri (1936)

## Producción de automóviles

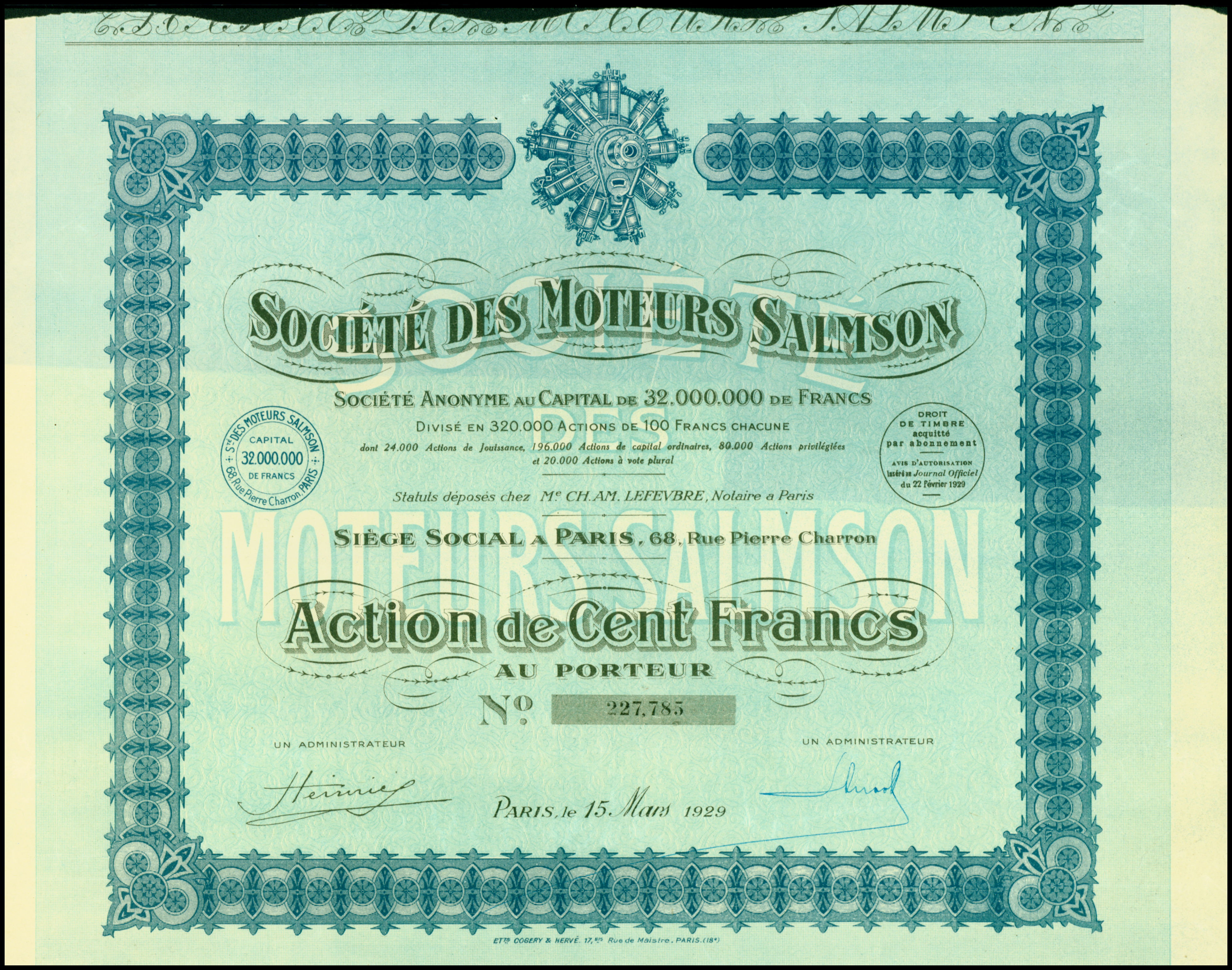
Participación de 100 francos de la Société de Moteurs Salmson (15 de marzo de 1929)

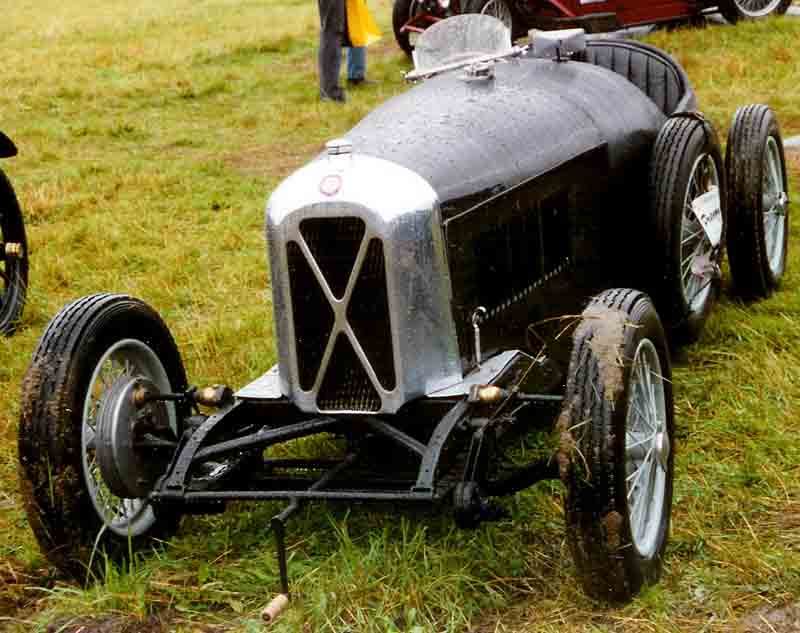
Salmson Grand Prix

Los automóviles de la firma fueron producidos en Billancourt bajo la dirección de Émile Petit. Como la empresa no tenía expertos en la construcción de automóviles, comenzaron con la producción de autociclos bajo licencia de la compañía  británica G.N., que se presentaron en 1919 en el Salón del Automóvil de París. En 1922, el negocio de fabricación de vehículos se separó como una compañía independiente, con el nombre de "Société des Moteurs Salmson".
El primer automóvil de Salmson fue impulsado por un motor de cuatro cilindros con una inusual válvula de distribución, diseñado por Petit. Un solo enlace deslizante controlaba las válvulas de admisión y de escape simultáneamente, cerrando el lado del escape y abriendo el lado de la admisión. Fue utilizado en los modelos AL de 1921. Más adelante, ese mismo año, la compañía primero construyó un motor OHV, que utilizó en 1922 en el tipo D. Pero la mayor parte de la producción inicialmente utilizaba un sistema basado en válvulas de camisa.
Modelos de coches:
- AL (autociclo 1920)
- Tipo D (1922)
- VAL3 (1922)
- AL3 (1923)
- GSC San Sebastián
- Grand Sport (GS 1924-1930)
- 2ACT (1926)

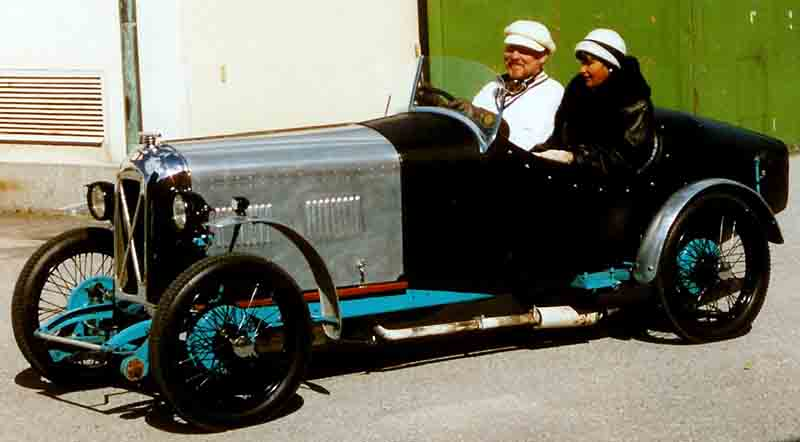
Salmson Grand Prix Sport biplaza de 9,5 CV (1928)

Para participar en competiciones deportivas, Salmson presentó en 1924 el modelo Grand Sport con un motor de cuatro cilindros con 1086 cc de cilindrada, que ya desarrollaba 40 CV. Debido a su éxito en las carreras, la decisión recayó en la producción en masa del modelo Grand Sport, en el que el chasis experimentó una gran cantidad de mejoras. Debajo de su capó había dos árboles de levas en cabeza. Salmson ganó 550 carreras de coches y estableció diez récords mundiales de diversas categorías entre 1921 y 1928, antes de que se cerrara el departamento de carreras en 1929.

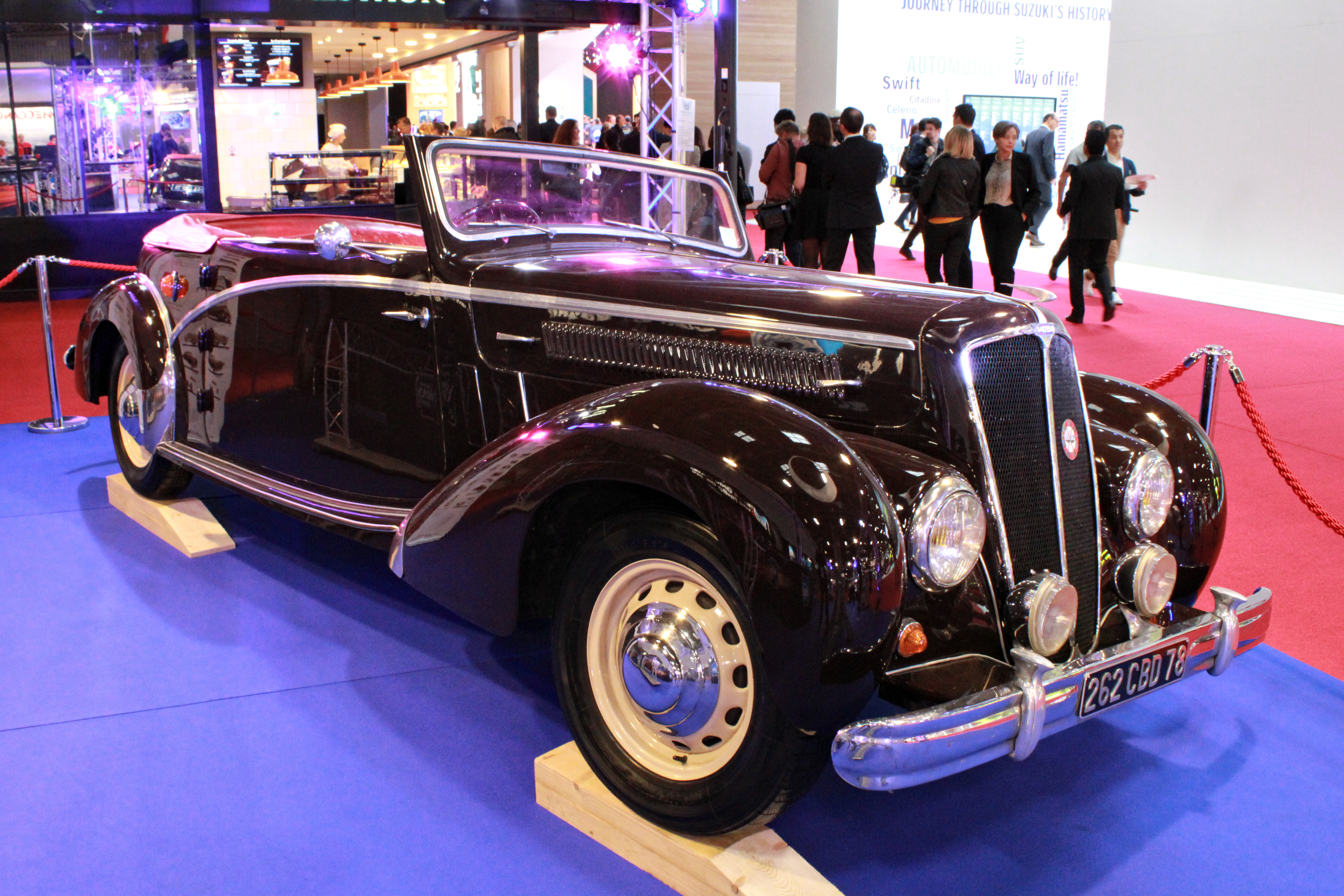
Salmson S4E Cabriolet

En el mismo año, el tipo D fue reemplazado por la serie S.
- S4 (1929-1932)
- S4C (1932)
- S4D (1934)
- S4DA (1935-1938)
- S4-61 (1938-1951)
- S4E (1938-1951)

Después de la Gran Depresión, Salmson se enfocó con éxito a la producción de automóviles elegantes y lujosos de dos y cuatro puertas en la década de 1930, incluidos numerosos descapotables. El modelo S4C con motor de 1500 cc ya tenía un sistema eléctrico de 12 V. Las peculiaridades técnicas de Salmson en esta década incluyen la instalación de cajas de cambios Cotal con preselección.
El S4C también fue producido por la "British Salmson" como un modelo de 12 caballos de potencia.
Como resultado de la crisis económica mundial y de la caída de tasa de cambio, la importación de vehículos franceses al Reino Unido ya no valía la pena. La rama británica se desarrolló a partir del modelo S4C antes de la Segunda Guerra Mundial, con los modelos S4D y S6D. También se fabricó el avión 2A2 de Aéropostale.
Después de la Segunda Guerra Mundial, Salmson vivió otra etapa de cierto éxito con los modelos S4E y S4-61. El S4E tenía un motor de cuatro cilindros de 2336 cc, que rendía 70 HP.
En 1950, se presentó un nuevo modelo denominado E72 Randonnée. Sin embargo, al igual que cuando se inició la posguerra, solo se vendieron unos pocos vehículos, por lo que la compañía continuó viviendo de la venta de motores de aviación, y la producción de automóviles tuvo que ser interrumpida temporalmente. 1953, un nuevo modelo, presentado el  2300S . En 1955, 1956 y 1957, Salmson todavía participó en el 24 Horas de Le Mans.
En 1953, el negocio de fabricación de automóviles entró en quiebra, y en 1957 cesó todas sus actividades. Renault compró la fábrica de Billancourt.